# Phyllocnistis oxyopa
Phyllocnistis oxyopa är en fjärilsart som beskrevs av Edward Meyrick 1918. Phyllocnistis oxyopa ingår i släktet Phyllocnistis och familjen styltmalar. Inga underarter finns listade i Catalogue of Life.